# 아르템 도우비크
아르템 올렉산드로비치 도우비크(우크라이나어: Арте́м Олекса́ндрович До́вбик, 1997년 6월 21일 ~ )는 우크라이나의 축구 선수이며, AS 로마에서 공격수로 뛰고 있다. 2023/24시즌 라리가에서 24골로 득점왕을 차지했다.